# Saut à la perche aux championnats d'Europe d'athlétisme en salle
Pour un article plus général, voir Championnats d'Europe d'athlétisme en salle.
Le saut à la perche masculin fait partie des épreuves inscrites au programme des premiers Jeux européens en salle, disputés de 1966 à 1969, puis des Championnats d'Europe en salle depuis 1970. L'épreuve féminine fait son apparition en 1996.
Avec quatre médailles d'or, l'Allemand Wolfgang Nordwig et le Français Renaud Lavillenie (à la suite pour le Français) sont les athlètes les plus titrés dans cette épreuve. Les Russes Svetlana Feofanova, Anzhelika Sidorova et la Suisse Angelica Moser détiennent le record de victoires féminines avec deux titres. 
Les records des championnats d'Europe en salle appartiennent chez les hommes au Suédois Armand Duplantis (6,05 m en 2021), et chez les femmes à la Russe Yelena Isinbayeva (4,90 m en 2005).

## Palmarès

### Hommes
| Édition                        | Or                            | Argent                        | Bronze                             |                         |
| Jeux européens en salle        | Jeux européens en salle       | Jeux européens en salle       | Jeux européens en salle            | Jeux européens en salle |
| ------------------------------ | ----------------------------- | ----------------------------- | ---------------------------------- | ----------------------- |
| 1966                           | Gennadiy Bliznetsov           | Rudolf Tomášek                | Rainer Liese                       |                         |
| 1967                           | Igor Feld                     | Gennadiy Bliznetsov           | Wolfgang Nordwig                   |                         |
| 1968                           | Wolfgang Nordwig              | Gennadiy Bliznetsov           | Jörge Milack                       |                         |
| 1969                           | Wolfgang Nordwig              | Gennadiy Bliznetsov           | Joachim Bär                        |                         |
| Championnats d'Europe en salle |                               |                               |                                    |                         |
| 1970                           | François Tracanelli           | Kjell Isaksson                | Wolfgang Nordwig                   |                         |
| 1971                           | Wolfgang Nordwig              | Kjell Isaksson                | Yuriy Isakov                       |                         |
| 1972                           | Wolfgang Nordwig              | Hans Lagerqvist               | Antti Kalliomaki                   |                         |
| 1973                           | Renato Dionisi                | Hans-Jürgen Ziegler           | Jean-Michel Bellot                 |                         |
| 1974                           | Tadeusz Ślusarski             | Antti Kalliomaki              | Jānis Lauris                       |                         |
| 1975                           | Antti Kalliomaki              | Wojciech Buciarski            | Władysław Kozakiewicz              |                         |
| 1976                           | Yuriy Prokhorenko             | Antti Kalliomäki              | Renato Dionisi                     |                         |
| 1977                           | Władysław Kozakiewicz         | Antti Kalliomäki              | Mariusz Klimczyk                   |                         |
| 1978                           | Tadeusz Ślusarski             | Vladimir Trofimenko           | Vladimir Sergiyenko                |                         |
| 1979                           | Władysław Kozakiewicz         | Konstantin Volkov             | Vladimir Trofimenko                |                         |
| 1980                           | Konstantin Volkov             | Vladimir Polyakov             | Patrick Abada                      |                         |
| 1981                           | Thierry Vigneron              | Aleksandr Krupskiy            | Jean-Michel Bellot                 |                         |
| 1982                           | Viktor Spassov                | Konstantin Volkov             | Władysław Kozakiewicz              |                         |
| 1983                           | Vladimir Polyakov             | Aleksandrs Obižajevs          | Patrick Abada                      |                         |
| 1984                           | Thierry Vigneron              | Pierre Quinon                 | Aleksandr Krupskiy                 |                         |
| 1985                           | Sergey Bubka                  | Aleksandr Krupskiy            | Atanas Tarev                       |                         |
| 1986                           | Atanas Tarev                  | Marian Kolasa                 | Philippe Collet                    |                         |
| 1987                           | Thierry Vigneron              | Ferenc Salbert                | Marian Kolasa                      |                         |
| 1988                           | Radion Gataullin              | Nikolay Nikolov               | Atanas Tarev                       |                         |
| 1989                           | Grigoriy Yegorov              | Igor Potapovich               | Mirosław Chmara                    |                         |
| 1990                           | Radion Gataullin              | Grigoriy Yegorov              | Hermann Fehringer Thierry Vigneron |                         |
| 1992                           | Pyotr Bochkaryov              | István Bagyula                | Konstantin Semyonov                |                         |
| 1994                           | Pyotr Bochkaryov              | Jean Galfione                 | Igor Trandenkov                    |                         |
| 1996                           | Dmitriy Markov                | Viktor Chistiakov             | Pyotr Bochkaryov                   |                         |
| 1998                           | Tim Lobinger                  | Michael Stolle                | Danny Ecker                        |                         |
| 2000                           | Aleksandr Averbukh            | Martin Eriksson               | Rens Blom                          |                         |
| 2002                           | Tim Lobinger                  | Patrik Kristiansson           | Lars Börgeling                     |                         |
| 2005                           | Igor Pavlov                   | Denys Yurchenko               | Tim Lobinger                       |                         |
| 2007                           | Danny Ecker                   | Denys Yurchenko               | Björn Otto                         |                         |
| 2009                           | Renaud Lavillenie             | Pavel Gerasimov               | Alexander Straub                   |                         |
| 2011                           | Renaud Lavillenie             | Jérôme Clavier                | Malte Mohr                         |                         |
| 2013                           | Renaud Lavillenie             | Björn Otto                    | Malte Mohr                         |                         |
| 2015                           | Renaud Lavillenie             | Aleksandr Gripich             | Piotr Lisek                        |                         |
| 2017                           | Piotr Lisek                   | Konstantinos Filippidis       | Paweł Wojciechowski                |                         |
| 2019                           | Paweł Wojciechowski           | Piotr Lisek                   | Melker Svärd Jacobsson             |                         |
| 2021                           | Armand Duplantis              | Valentin Lavillenie           | Piotr Lisek                        |                         |
| 2023                           | Sondre Guttormsen             | Emmanouíl Karalís Piotr Lisek | —                                  |                         |
| 2025                           | Emmanouíl Karalís Menno Vloon | —                             | Sondre Guttormsen                  |                         |

### Femmes
| Édition | Or                  | Argent                           | Bronze                            |
| ------- | ------------------- | -------------------------------- | --------------------------------- |
| 1996    | Vala Flosadóttir    | Christine Adams                  | Gabriela Mihalcea                 |
| 1998    | Anzhela Balakhonova | Daniela Bártová                  | Vala Flosadóttir                  |
| 2000    | Pavla Hamáčková     | Christine Adams Yelena Belyakova |                                   |
| 2002    | Svetlana Feofanova  | Yvonne Buschbaum                 | Monika Pyrek                      |
| 2005    | Yelena Isinbayeva   | Anna Rogowska                    | Monika Pyrek                      |
| 2007    | Svetlana Feofanova  | Yuliya Golubchikova              | Anna Rogowska                     |
| 2009    | Yuliya Golubchikova | Silke Spiegelburg                | Anna Battke                       |
| 2011    | Anna Rogowska       | Silke Spiegelburg                | Kristina Gadschiew                |
| 2013    | Holly Bleasdale     | Anna Rogowska                    | Anzhelika Sidorova                |
| 2015    | Anzhelika Sidorova  | Ekaterini Stefanidi              | Angelica Bengtsson                |
| 2017    | Ekaterini Stefanidi | Lisa Ryzih                       | Angelica Bengtsson Maryna Kylypko |
| 2019    | Anzhelika Sidorova  | Holly Bradshaw                   | Ekaterini Stefanidi               |
| 2021    | Angelica Moser      | Tina Šutej                       | Iryna Zhuk Holly Bradshaw         |
| 2023    | Wilma Murto         | Tina Šutej                       | Amálie Švábíková                  |
| 2025    | Angelica Moser      | Tina Šutej                       | Marie-Julie Bonnin                |

## Records des championnats

### Hommes
| Performance | Athlète          | Lieu  | Date        | Record |
| ----------- | ---------------- | ----- | ----------- | ------ |
| 6,05 m      | Armand Duplantis | Toruń | 7 mars 2021 |        |

### Femmes
| Performance | Athlète           | Lieu   | Date        | Record |
| ----------- | ----------------- | ------ | ----------- | ------ |
| 4,90 m      | Yelena Isinbayeva | Madrid | 6 mars 2005 |        |